# Giuliano Boursier
Giuliano Boursier (Napoli, 28 agosto 1973) è un produttore discografico, arrangiatore, direttore d'orchestra e compositore italiano.

## Biografia
L'incontro tra Giuliano Boursier e la musica si colloca a Napoli ed incomincia quando Giuliano ha soltanto due anni e strimpella sul pianoforte di casa con un entusiasmo ed un impegno che facevano intuire che la musica sarebbe stata la sua passione. 
A quattro anni incominciano i primi saggi all'asilo e prima ancora di sapere leggere e scrivere. Giuliano incomincia fin da quella tenera età le prime lezioni private di pianoforte. A dieci anni entra nel Conservatorio di Napoli per “orecchio assoluto” ed incomincia il periodo più intenso degli studi di pianoforte e composizione fino al loro completamento.
Con la solida preparazione musicale acquisita negli anni dell'infanzia e dell'adolescenza, Giuliano Boursier approda nei locali di musica dal vivo come cantante e musicista, molto apprezzato per il virtuosismo sulle tastiere, rivelando nel contempo spiccate attitudini nel campo dello spettacolo: organizzazione ed animazione di spettacoli, direzione artistica di club, partecipazione a programmi radiofonici.
Si è precisata sempre meglio l'attività di compositore, autore ed arrangiatore, nonché di consulente per cantautori, cosicché Giuliano Boursier intraprende la strada della produzione e quindi la realizzazione di prodotti per i giovani aspiranti a Sanremo o ad altre manifestazioni canore, coniugandola con un'attività di management e di promozione.
Dopo un periodo di live all'estero come turnista pianista e tastierista, nel 1996-2001 la sua attività si è meglio definita con la costituzione della Sunrise Music Production, per attività di produzione discografica (oltre che marchio di etichetta indipendente) e della Sunrise Promotion per attività di management e promozione.
Dopo le prime produzioni con la propria etichetta, dal 2002 fino ad oggi, nascono le collaborazioni con le Major e le etichette indipendenti: Sony Music, Virgin, Sugar, Emi, Bmg e altre. Buona parte dei prodotti usciti dalla Sunrise Music Production hanno avuto successo, suscitando l'attenzione e l'entusiasmo degli operatori del settore.
Negli stessi anni Giuliano Boursier ha costituito la casa editrice BOURSIER PUBLISHING (poi divenuta BOURSIER s.r.l.), gestita dalla Warner Chappell Music Italiana:  la casa editrice ha avuto un catalogo editoriale con tutti i maggiori successi prodotti. 
A partire dal 2002 l'attività di Giuliano Boursier come produttore, arrangiatore, compositore, autore e, last but no least, Talent Scout come nel caso di Luca Dirisio ha assunto contorni sempre più netti con i successi che spesso sono arrivati in top ten,  e a volte primi in classifica, in diversi paesi del mondo. Tra le produzioni e le collaborazioni più importanti ricordiamo: Luca Dirisio, Daniele Stefani, Roberto Angelini, Modà, Gatto Panceri, Riccardo Fogli, Ivana Spagna, Loredana Bertè, Tullio De Piscopo, Silvia Aprile, Luna Di Nardo, Neo, Beppe Stanco, Iaya, Donato Santoianni, Gabriella Ferrone e tanti altri…
Giuliano Boursier ha partecipato anche ad alcune edizioni del Festival di Sanremo in veste di direttore d'orchestra accompagnando alcuni dei suoi artisti tra cui: Luca Dirisio, Daniele Stefani, Modà etc...
Ha partecipato inoltre in giuria a moltissimi concorsi canori in tutta Italia, anche televisivi.
Tra gli ultimi artisti che Giuliano Boursier ha scoperto e che sta seguendo sia come produttore che come personal manager è Donato Santoianni. Nell'arco di un paio di anni di lavoro insieme, Donato ha partecipato a Sanremolab 2009 arrivando tra gli 8 finalisti e ha partecipato a tutte le puntate della terza edizione di  “Ti lascio una canzone” su Rai Uno in prima serata. Inoltre Giuliano ha chiuso un contratto discografico per Donato con la Warner Music approdando all'uscita del suo primo EP “Swinging Pop” il 25/05/2010. Donato sta già partecipando a grandi eventi come i WIND MUSIC AWARD 2010 all'arena di Verona e il MOA a Como.
Nel settembre 2010 Giuliano Boursier partecipa come docente produttore ad Area Sanremo 2010.
A Novembre 2010 cede la Sunrise per continuare il suo lavoro da produttore indipendente lasciando in eredità Gabriella Ferrone scoperta dallo stesso nel 2008. Infatti in questi due anni, con Gabriella, Giuliano crea un mondo R&B e le affida una tra le sue migliori composizioni nel genere:“Un pezzo d'estate” . 
Gabriella partecipa con lo stesso brano ad Area Sanremo 2010 e supera tutte le selezioni fino ad essere scelta per il Festival di Sanremo 2011 nella sezione giovani.
Nel 2011 crea Music Ahead, la nuova etichetta indipendente e trasferisce gli studi a Vergiate in provincia di Varese. Da questo momento Giuliano Boursier produce , arrangia e segue molti artisti emergenti seguendoli anche come management.
Pochi anni dopo nascerà l'azienda Ahead of Time  che rappresenterà l'esperienza ultra ventennale del produttore Giuliano Boursier. Infatti Ahead of Time oltre ad includere Music Ahead (etichetta discografica ed editoriale), gestisce Management Ahead (Artists Management), Events Ahead (produzioni eventi), Marketing Ahead (Content Marketing sia riferito agli artisti che alle aziende).

## Elenco delle principali produzioni
- 2001/2002	Daniele Stefani (Sony Music) Album “Amanti eroi” :produttore, arrangiatore, coautore.
- 2002/2003	Roberto Angelini (Virgin Records) Album “Roberto Angelini” (che contiene il grande tormentone dell'estate 2003: ("Gattomatto”): produttore, arrangiatore, coautore.
- 2003	Dennis Fantina, ex vincitore di “Saranno Famosi” (SUGAR)
- Realizzazione del brano “Questa notte ricorderai”, entrato nella compilation di “Amici”
- 2003	Direzioni Insolite (Virgin Records)
- Produzione e arrangiamento del brano “Tutto andrà da sé”
- 2003	Helena Hellwig (Sugar Music) Album “Per conto mio”: produttore, arrangiatore, coautore.
- 2004	Luca Dirisio (Sony Music) Album “Luca Dirisio” (che contiene il tormentone “Calma e sangue freddo”) : produttore, arrangiatore.
- 2004	Daniele Stefani (EMI) Album “Adesso o mai”: produttore, arrangiatore, coautore.
- 2004    Modà (New Music International) “Riesci a Innamorarmi” : produttore, arrangiatore e direttore d'orchestra a Sanremo 2005
- 2005	Luca Dirisio (Sony Music) Album “La vita è strana”: produttore, arrangiatore.
- 2005	Riccardo Fogli (SOLOMUSICAITALIANA) Album “Ci saranno giorni migliori”: produttore, arrangiatore, coautore.
- 2006	Gatto Panceri (Solomusicaitaliana) Album “Passaporto”: produttore, arrangiatore.
- 2006	Luca Dirisio “Se provi a volare” (versione italiana di “Breaking free”, motivo portante del musical “High School Musical” DISNEY): produttore, arrangiatore.
- 2007	Silvia Aprile (SMP) “Cortometraggio”: produttore, arrangiatore, coautore.
- 2007	Luna Di Nardo (DISNEY) FORMAT AMERICANO “CHOO CHOO SOUL”: produttore, arrangiatore.
- 2008	Luca Dirisio (Sony Music) Album “300 all'ora”:  produttore, arrangiatore.
- 2009	Xela (Sunrise) Album “Venere di Cenere”: produttore, arrangiatore e coautore.
- 2009    LAYRA (Sunrise) Single "Io ci sono": produttore, arrangiatore e coautore.
- 2009    EMILY NOVAK (Sunrise) Album “Fiori di chiffon”: produttore, arrangiatore.
- 2010    Beppe Stanco (Rosso Di Sera) Single “Mi fai girare la testa”: produttore, arrangiatore e coautore.
- 2010	Donato Santoianni (Atlantic Records/Warner Music Group) Album “Swinging Pop”: produttore, arrangiatore e coautore.
- 2010    Gabriella Ferrone (Sunrise/NAR International) Single ”Un pezzo d'estate” brano Festival di Sanremo 2011: compositore e autore.
- 2011   Ernesto De Luca (Music Ahead) Single ”Faccio tutto senza fretta” produttore, arrangiatore e coautore
- 2013   Maria Troisi (Music Ahead) Single ”Never Fall in Love Again” produttore, arrangiatore e coautore
- 2015   Maria Troisi (Music Ahead) Single ”Incontro al Ventro” produttore, arrangiatore e coautore
- 2016 Joba (Music Ahead) Album ”Sono qui per te” produttore, arrangiatore e coautore
- 2017   Elisa Maffenini (Music Ahead) Album ”Imael” produttore
- 2017   Andrea Cardia (Music Ahead) Single ”Guardo le stelle” produttore, arrangiatore e coautore
- 2017   Chrysma (Music Ahead) Album ”Chrysma” produttore, arrangiatore e coautore
- 2017   Seba D'amico (Music Ahead) EP ”Sono un Alieno” produttore, arrangiatore e coautore
- 2018   Daniele Stefani (Music Ahead) Album ”La Fiducia” produttore, arrangiatore, compositore, personal manager
- 2019   Mael (Music Ahead) EP ”People Know” produttore, arrangiatore, compositore, personal manager
- 2019   Luca Bonasera (Music Ahead) Single ”Milka & Sashimi” produttore, arrangiatore, compositore, personal manager
- 2019   Luca Bonasera (Music Ahead) Single ”Cattive Abitudini” produttore, arrangiatore, compositore, personal manager
- 2019   Luca Dirisio (Music Ahead) Album ”Bouganville” produttore, arrangiatore, compositore, personal manager
- 2020   Luca Bonasera (Music Ahead) Album "Luca Bonasera" produttore, arrangiatore, compositore
- 2020   Mael (Music Ahead) Single "Greta" produttore, arrangiatore, compositore
- 2020   Maria Troisi (Music Ahead) Single ”Sorry” produttore, arrangiatore, compositore, personal manager